# Kanal Dunav – Crno more
Kanal Dunav – Crno more, umjetni kanal u Rumunjskoj, u povijesnoj pokrajini Dobrudži, kojom rumunjska država izlazi na more. Kanal je dugačak 67 km i on je plovna veza između Dunava i Crnog mora, kojom je nekadašnji plovni put skraćen za približno 400 km. Time se značajno skraćuje plovni put između Sjevernog i Crnog mora preko Dunava, Majne i Rajne.

## Zemljopis
Već po važećim nazivima može se zaključiti da kanal spaja rijeku Dunav kod grada Cernavode i Crno More s dva kraka: sjeverni kod grada Năvodarija i južni kod grada Agigee, oba predgrađa najvećeg rumunjskog primorskog grada, Constanţe. Razlog gradnje kanala nalazi se u zemljopisnoj pojavi naglog skretanja Dunava ka sjeveru, pri čemu se on udaljava od Crnog mora, praveći veliki luk i mnogo duži plovni put. Drugi razlog njegove izgradnje je zaobilaženje delte Dunava, teške za navigaciju.

## Povijest
Prve želje za izgradnjom kanala iznešene su još sredinom 19. stoljeća. Gradnja jeodlagana oko sto godina zbog nedostatka novčanih sredstava potrebnih za izvođenje. Međutim, rumunjski komunistički režim je smanjio cijenu izgradnje korištenjem političkih zatvorenika kao radne snage. Kanal se počeo graditi još 1950-ih godina i bio je mjestom radnih kampova nekoliko tisuća političkih zatvorenika rumunjske komunističke vlasti. Mnogi su radeći na njegovom prokopavanju umrli od iznemoglosti, zbog čega je ovaj kanal nazvan i "Kanal smrti". Gradnja kanala je posebno bila brza za vrijeme vladavine Ceauşescua, a završena 1984. – 1987., pa je sve ukupno gradnja trajala duže od tri desetljeća.
Danas mogućnosti kanala još uvijek nisu iskorištene, a mnogi ovo smatraju i propalom investicijom, jer skraćenje plovnog puta nije značajno, a potreba za održavanjem je ogromna, pošto se ulaz u kanal iz Dunava nalazi na mjestu gdje rijeka taloži ogromne nanose.

## Podaci
- Dužina: 67 km
- Širina: 70 – 90 m
- Dubina: oko 7 m

- Isplativost: oko 50 godina (po procjeni)